# Lesche (Architektur)
Lesche (altgriechisch λέσχη [les-chē], Plural: λέσχαι leschai) bezeichnet in der Antike einen Versammlungsraum oder ein Gebäude, in dem man zusammensitzen, verhandeln und reden konnte.

## Funktion
Bei Homer und Hesiod war die Lesche ein warmer, geschützter Ort, insbesondere eine Schmiede, und eine Herberge oder Übernachtungsstätte der Mittellosen, daher manchmal etwas verrufen als ein Sammelpunkt von Müßiggängern und Schwätzern. Es gab sie häufig in der Nähe von griechischen Marktplätzen und Heiligtümern.
Lesche konnte aber auch den Versammlungsort eines Rats oder einer Körperschaft bedeuten. In Sparta hatte jede Phyle eine eigene Lesche, offenbar Gebäude von einiger Bedeutung. Pausanias erwähnt insbesondere die λέσχη Κροτανῶν lesche Krotanon und die λέσχη ποικίλη lesche poikile.
Bei Plutarch erscheint die Lesche als Ort des Müßiggangs und Aufenthaltsort der Älteren, wo sie den größten Teil des Tages verbringen:

„In diesen kamen sie zusammen und unterhielten sich gemütlich miteinander, ohne irgendwie an Dinge zu denken, die mit Gelderwerb oder Marktgeschäften zu tun hatten, sondern ihr Zeitvertreib bestand hauptsächlich darin, gute Handlungen zu loben und schlechte zu tadeln, unter Scherz und Gelächter, das unvermerkt zu Zurechtweisung und Besserung führte.“

Kurz gesagt: die Trinkhalle als moralische Anstalt. An anderer Stelle erwähnt Plutarch die spartanische Lesche als Ort einer düsteren Entscheidung. Dorthin würden nämlich die Neugeborenen von ihren Vätern gebracht, damit die Ältesten der Phyle sie untersuchten. Waren die Kinder wohlgeformt und frei von Missbildung, so durften sie leben, andernfalls wurden sie in einen Abgrund am Taygetos namens Ἀποθεταί Apothetai („die Ausgesetzten [sc. Kinder]“; von ἀπόθεσις „Ablage, Aussonderung“) geworfen.

## Lesche der Knidier
Weiter gab es allgemein den Tempeln des Apollon zugehörige Versammlungs- und Beratungsorte, die dem Apollo Leschenorios (Λεσχηνόριος) geweiht waren.
Die bekannteste solche Weihung ist die der Knidier in Delphi, ein rechteckiger Saalbau mit 8 Innensäulen. Der Innenraum war geschmückt mit berühmten Gemälden des Polygnotos. Die rechte Wand zeigte die Eroberung Trojas und die Abfahrt der Hellenen, die linke den Besuch des Odysseus in der Unterwelt. Die Gemälde sind nicht erhalten, aber durch die detaillierte Beschreibung Pausanias’ in ihrem Aufbau rekonstruierbar, eine Aufgabe, mit der sich auch Goethe beschäftigte.

## Etymologie
Es wurde schon im 19. Jahrhundert eine Beziehung vermutet zwischen dem griechischen Wort lescha (ionisch: lesche) und dem semitischen lischkah (hebräisch לשכה), das ein Nebengebäude eines Tempels für das gemeinsame Opfermahl bezeichnet, zum Beispiel mehrfach in Jer 35 . Der Wortklang legt eine Entlehnung des griechischen Wortes aus dem semitischen nahe, und eine entsprechende These wurde auch aufgestellt.
Eine Untersuchung von Walter Burkert von 1990 kommt aber zu dem Ergebnis, dass (wenn überhaupt) es sich bei dem hebräischen Wort um eine Entlehnung aus dem Griechischen oder einer anderen indogermanischen Sprache (möglicherweise über die Philister) handelt. Für eine solche Richtung der Entlehnung spricht schon die griechische Etymologie aus der Wurzel λεχ- (griechisch λεχος lechos „Bett“; verwandt mit deutsch „liegen“, englisch „lie“), während das Wort im semitischen Raum außer im Tanach nicht belegt ist. Alternativ wird auch eine Ableitung von λέγειν legein („sprechen, reden“) angenommen.